# Jarov
Jarov es una localidad del distrito de Pilsen Sur en la región de Pilsen, República Checa, con una población estimada a principio del año 2018 de 222 habitantes. 
Se encuentra ubicada al este de la región, en la cuenca hidrográfica del río Berounka —un afluente izquierdo del río Moldava que, a su vez, lo es del Elba— y cerca de la frontera con las regiones de Bohemia Central y Bohemia Meridional.